# Xarq al-Àndalus
Xarq al-Àndalus, o Xarq l'Andalús, (de l'àrab شرق الاندلس, Xarq al-Andalus, literalment ‘l'Orient de l'Andalús’) és el nom que rebia la regió oriental de l'Àndalus durant el domini musulmà. Incloïa el territori comprès aproximadament entre el cap de Gata a Almeria i ath-Thaghr al-Alà o Frontera Superior, que varià amb el temps fins a restar primer a l'alçada del riu Cardener i la Conca de Tremp, i després de l'Ebre; incloïa, a més, les illes Balears i Pitiüses (les Illes Orientals d'al-Àndalus).

## Història

### El Xarq durant l'Emirat de Cordova
La major part de la conquesta musulmana de la península Ibèrica es va dur a terme mitjançant tractats, com és el cas de l'anomenat pacte de Teodomir (Tudmir per als àrabs), un noble visigot i senyor d'extenses terres al voltant d'Oriola. Teodomir va reconèixer la sobirania musulmana i es va avenir a pagar tributs a canvi de mantenir les seves propietats.
D'ençà de l'inici del domini musulmà al voltant dels anys 711-718, els territoris de la península foren units sota un sol poder, el de l'Emirat de Còrdova, aquest un valiat de Damasc. Aquest emirat durà fins al 756, quan va esdevenir un emirat semiindependent sota els omeies i governat per Abd-ar-Rahman I. Aquest tindria domini sobre gran part de la península, i en aquest moment el Xarq arribà fins al Pallars Sobirà i el riu Cardener, compartint frontera amb el Regne dels Francs per la Marca Hispànica establerta per Carlemany i els seus successors. És el 929 i sota Abd-ar-Rahman III que l'emirat es transformà en califat, concretament el Califat de Còrdova, amb una frontera més o menys igual que la que havia establert Carlemany dos segles abans.

### El Xarq durant el període de les taifes
Amb la caiguda del Califat de Còrdova el 1031, el Xarq es dividí en petits regnes: els anomenats emirats o taifes. A l'orient, es crearen les taifes d'Almeria (de la ciutat fins a les envistes de Múrcia), de Mursiyya (la zona al voltant de la ciutat de Múrcia), de Dàniyya (comarques centrals del País Valencià i les Illes Balears), de Balànsiya (les comarques al voltant de València), d'Alpont, de Sahla (Albarrasí), de Turtuixa (Tortosa i les actuals Terres de l'Ebre) i de Làrida (comarques al voltant de Lleida).
Més tard aquest emirats anirien aglutinant-se, fins que a mitjan segle xi, l'Emirat de Saraqusta engolí els de Tortosa i Lleida, deixant el Xarq repartit entre aquest, al nord, el de València en mig, i al sud els de Dénia, Múrcia i Almeria.

### El Xarq durant la Conquesta feudal cristiana
Xarq al-Àndalus va estar integrada en el món islàmic durant gairebé cinc segles, fins que a la primera meitat del segle xiii va ser conquerida en la seva major part per Jaume I d'Aragó.
Amb la gradual conquesta cristiana, els emirats van ser desmantellats amb la usurpació del poder mitjançant la força militar per part de feudals cristians hispànics, que al Xarq eren el Regne d'Aragó i el Comtat de Barcelona. Saragossa fou conquerida l'any 1118 per Alfons I d'Aragó. L'any 1148, Ramon Berenguer IV, comte de Barcelona va conquerir Tortosa. Lleida i Fraga la seguiren el 1149, també conquerits per Ramon Berenguer VI, amb la qual cosa la frontera del Xarq es mogué cap al sud, fent una línia des d'Albarrasí fins a Peníscola. Les illes caigueren als cristians amb la conquesta de Mallorca per Jaume I el 1229, "els mercaders catalans van començar a instigar al rei perquè s'apoderés de les Illes Balears. I va ser llavors que Jaume I, que veia tres raons per intentar la conquesta: entretenir als nobles; saciar als mercaders que cobejaven el gran botí que -segons s'assegurava a dojo- s'amagava rere els murs de Madina Mayurqa; i ampliar i assegurar l'espai d'influència comercial; va ser així com el jove rei va començar a buscar una excusa per ordenar l'atac a Mallorca".
El mateix any s'inicià la conquesta de l'emirat de València, sota el mateix Jaume el Conqueridor, que no tingué major èxit fins a la conquesta de la ciutat de València el 1238 "La batalla va haver de ser realment aferrissada, ja que les hosts de Zayyan, després d'haver rebutjat la primera càrrega dels cristians, van patir una segona escomesa de les tropes comandades per Bernat Guillem d'Entença, els qui van aconseguir guanyar terreny en el camp de batalla. Novament els musulmans aconseguien desplaçar a les hosts reals fent-los retrocedir de nou fins al cim del turó, però i sense una explicació més o menys lògica, la rereguarda musulmana trencava les seves files i començava a fugir espaordida, cosa que va permetre als cristians endinsar-se en les seves files i provocar d'aquesta manera una autèntica matança"; i del sud valencià el 1245, quan es constituí com a Regne de València, que tanmateix es completà només l'any 1269 quan el rei Jaume I ocupà l'Emirat de Múrcia, i que quedà primer en mans castellanes i finalment passà a formar part del regne valencià "El rei Alfons X va demandar ajuda al seu sogre Jaume I el Conqueridor, qui va reconquerir la ciutat de Múrcia en 1266 que portarà amb si dos fets fonamentals i simultanis en tot l'actual municipi de Múrcia: l'exili dels musulmans murcians i l'arribada de repobladors cristians. El fracàs de la rebel·lió dels mudèjars va permetre al monarca Alfons iniciar una política de concessions de terres i senyorius a nobles i repobladors cristians, fomentant l'èxode mudèjar cap al qual va ser l'últim bastió islàmic a Espanya: Granada. La substitució de la població murciana per immigrants cristians arribats del nord àvids d'aconseguir nous patrimonis (especialment catalanoaragonesos), s'unia a l'ambició de la noblesa feudal d'incrementar els seus senyorius amb noves concessions".
Pel que fa a l'extrem sud del Xarq, és a dir Almeria, no va ser fins a la conquesta del Regne de Granada per una aliança castellanoaragonesa l'any 1492 que el Xarq deixà de tenir presència musulmana. En aquest moment doncs, el territori oriental de la península quedà dividit entre els quatres regnes o comtats cristians de Barcelona (que després esdevé Catalunya i ocupà tot el nord del Xarq), València (la costa), Aragó (l'interior) i Castella (Múrcia i la Manxa). Pel que fa al Xarq, però, el que ix més enfortit és la Corona d'Aragó, els territoris de la qual cobreixen pràcticament tot el Xarq.